# سدیم پلی‌اکریلات
سدیم پلی‌اکریلات (به انگلیسی: Sodium polyacrylate) که با نام سوپر جاذب نیز شناخته میشود، با فرمول شیمیایی (C۳H۳NaO۲)n یک ترکیب شیمیایی با شناسه پاب‌کم ۴۰۶۸۵۳۳ است. شکل ظاهری این ترکیب، پودر خاکستری روشن بلورین سفید است.

## کاربرد
سدیم پلی‌اکریلات به عنوان جاذب در پوشک بچه، برف تزئینی مصنوعی و در مواد شوینده پودر ماشین لباسشویی و صنعت کشاورزی به کار می‌رود. این ماده یک پلیمر شیمیایی است که توانایی جذب چند صد برابر جرم آن در آب استفاده می‌شود از یک مولکول اکسیژن، یک مولکول اکسید سدیم، یک پایگاه کربن و سه مولکول هیدروژن ساخته شده‌است.

## پی‌نوشت‌ها
- «IUPAC GOLD BOOK». دریافت‌شده در ۱۸ مارس ۲۰۱۲.